# Філ Берроуз (хокеїст на траві)
Філ Берроуз (англ. Phil Burrows, 25 квітня 1980) — новозеландський хокеїст на траві.
Учасник Олімпійських Ігор 2004, 2008, 2012 років.
Срібний призер Ігор Співдружності 2002 року, бронзовий призер 2010 року.
Срібний призер Кубка Океанії 2007, 2011, 2013 років.